# Erika Jurinová
Erika Jurinová (* 31. August 1971 in Nižná) ist eine slowakische Lehrerin und Politikerin (OL’aNO). Von 2010 bis 2018 war sie Mitglied des Nationalrats. Seit 2017 ist sie die Gouverneurin der Žilinský kraj. Sie ist die erste und ab 2022 einzige weibliche Regionalgouverneurin in der Slowakei.

## Leben
Jurinová studierte Bekleidungsdesign an der Technischen Universität Liberec, wo sie 1994 ihren Abschluss machte. Anschließend arbeitete sie bis 2002 als Lehrerin an der Vereinigten Schule in Námestovo. Im Jahr 2007 wurde sie Chefredakteurin einer regionalen Anzeigenzeitung, die ihrem künftigen politischen Verbündeten Igor Matovič gehört.
Bei der Nationalratswahl in der Slowakei 2010 wurde Jurinová für die Partei Freiheit und Solidarität gewählt. Im Jahr 2010 wurde sie Gründungsmitglied der Partei Gewöhnliche Leute und unabhängige Personen. In den Jahren 2012 und 2016 wurde sie erneut in das Parlament gewählt. Im Jahr 2018 legte sie ihr Mandat nieder, um sich auf ihre Aufgaben als Regionalgouverneurin konzentrieren zu können.
Im Jahr 2017 wurde Jurinová Gouverneurin, indem sie den Amtsinhaber Juraj Blanár mit 14 Prozentpunkten Vorsprung besiegte. Im Jahr 2022 verteidigte sie ihr Mandat.
Jurinová ist verheiratet und Mutter dreier Töchter.